# Pibrentaswir
Pibrentaswir (łac. pibrentasvirum) –  wielofunkcyjny makrocykliczny organiczny związek chemiczny stosowany jako inhibitor proteazy serynowej NS5A w leczeniu wirusowego zapalenia wątroby wywołanego przez wirusa HCV, w połączeniu z glekaprewirem.

## Mechanizm działania
Dokładny mechanizm działania pibrentaswiru pozostaje nieznany. Pibrentaswir jest inhibitorem proteazy serynowej 5A kluczowego białka niezbędnego w replikacji wirusa zapalenia wątroby typu C.

## Zastosowanie
Pibrentaswir jest stosowany wyłącznie w połączeniu z glekaprewirem. 

### Unia Europejska
- przewlekłe wirusowe zapalenie wątroby typu C u dorosłych[6]

### Stany Zjednoczone
- przewlekłe wirusowe zapalenie wątroby typu C, spowodowane przez wirus zapalenia wątroby typu C o genotypie 1, 2, 3, 4, 5 lub 6, u pacjentów bez marskości wątroby lub też ze skompensowaną marskością wątroby  klasy A w skali Childa-Pugha[7]
- przewlekłe wirusowe zapalenie wątroby typu C u dorosłych spowodowane przez wirus zapalenia wątroby typu C o genotypie 1, którzy byli uprzednio leczeni schematem zawierającym albo inhibitor proteazy serynowej NS3/4A albo inhibitor białka NS5A[7]

Pibrentaswir znajduje się na wzorcowej liście podstawowych leków Światowej Organizacji Zdrowia (WHO Model Lists of Essential Medicines) (2019).
Pibrentaswir jest dopuszczony do obrotu w Polsce (2020).

## Działania niepożądane
Nie są znane działania niepożądane glekaprewiru w monoterapii. W preparacie złożonym z pibrentaswirem stwierdzano następujące działania niepożądane u ponad 10% pacjentów: ból głowy, zmęczenie, a u ponad 1% pacjentów: astenia, biegunka, nudności.